# Володя Попов
Володя Андреев Попов е български учен – археолог, специалист по праистория. През периода 7 декември 2001 – 27 април 2002 е временно изпълняващ длъжността кмет на Русе.
Володя Попов завършва история във ВТУ „Св. Св. Кирил и Методий“ с квалификация по археология. Доктор по история към Археологическия институт при БАН. Тема на докторската му работа е Периодизация и хронология на неолитните и халколитни култури по поречието на р. Русенски Лом.
От 2016 г. е директор на Регионалния исторически музей – гр. Плевен.
Има редица научни разработки и публикации в областите: опазване и изучаване на движимото и недвижимо културно-историческо наследство. Ръководител на археологическите проучвания на:
- 1986 – 1990 г. – ръководител археологическите проучвания на Русенската селищна могила;
- 1990 – 1995 г. – ръководител археологическите и геофизическите проучвания на неолитното селище Копривец[3]
- 2013 г. – съръководител на проучване на праисторически археологически обект Мурсалево-Турската воденица;
- 2015 г. – съръководител на недеструктивните проучвания на нео-енеолитното селище Борово-Могарицата;[4]
- 2015 г. – ръководител археологическите проучвания на нео-енеолитното селище Извор, сектор В;
- 2019 – 2020 г. – ръководител археологическите проучвания на нео-енеолитеното селище Градище (Голо бърдо);[5][6][7][8]
- 2021 г. – ръководител археологическите проучвания на праисторически археологически обект Телиш;[9]
- 2022 г. – ръководител на археологически екип, проучващ праисторически археологически обект селищната могила Горски сеновец.
- 2023 г. – ръководител на недеструктивните проучвания на селищната могила Горски сеновец и прилежащите и територии.
- 2023 г. – ръководител на недеструктивните проучвания на праисторическото енеолитното селище Бреница.
- 2023 – 2025 – ръководител археологическите проучвания на праисторическото енеолитното селище Бреница.

## Политическа и организационна дейност
Володя Попов е политически ангажиран и е заемал редица ръководни длъжности в местната администрация и културни институции:
- Заместник-кмет на Община Русе, отговарящ за ресорите „Образование, култура, здравеопазване и социални дейности“;
- Временно изпълняващ длъжността кмет на Община Русе, назначен на 7 декември 2001 г. след предсрочното прекратяване на втория мандат на кмета Димитър Калчев, избран за министър на държавната администрация в правителството на Симеон Сакскобургготски. Попов изпълнява длъжността до провеждането на частичните местни избори през 2002 г., спечелени от Елеонора Николова;
- В периода 2007 – 2012 г. е директор на Общинско предприятие „Доходно здание“ – Русе;
- От 2016 г. заема поста директор на Регионалния исторически музей – гр. Плевен.